# Oxidkeramik
Oxidkeramiken haben große Bedeutung als Schneidstoffe in der zerspanenden Fertigung. Neben oxidischen gibt es auch nichtoxidische Schneidkeramiken. In Oxidkeramiken dominieren vor allem Ionenbindungen. Mit einem Verwendungsanteil von ca. 85 % ist Aluminiumoxid (Al2O3) der wichtigste Vertreter der Oxidkeramiken.
Technisch bedeutende Oxidkeramiken sind:
- Aluminiumoxid (Al2O3)
- Zirconiumdioxid (ZrO2)
- Titan(IV)-oxid (TiO2)
- Magnesiumoxid (MgO)
- Zinkoxid (ZnO)
- Aluminiumtitanat (Al2O3 + TiO2)
- Bariumtitanat (BaO + TiO2)

## Eigenschaften
Oxidkeramiken sind härter, verschleißfester und wärmebeständiger, allerdings auch spröder als Hartmetalle und daher in der Zerspanungsmechanik für Fertigungen mit unterbrochenem Schnitt, wie er beim Fräsen gezwungenermaßen auftritt, nur bedingt geeignet. Die Vorteile der Schneidkeramik liegen in ihrer hohen Härte und der Warmfestigkeit sowie der hohen chemischen und thermischen Beständigkeit. Sie sind hoch korrosionsbeständig auch bei hohen Temperaturen im Einsatzbereich bis > 1000 °C. Nachteilig wirken sich ihre geringe Zähigkeit und die geringe Toleranz gegenüber raschen Temperaturwechseln aus. Oxidkeramik „springt“ bei schlagartiger Abkühlung, z. B. durch Kühlschmiermittel.
Je nach verwendetem Oxid und Herstellungsverfahren haben Oxidkeramiken thermische Eigenschaften vom guten Isolator bis zum guten Wärmeleiter:
- Aluminiumtitanat: ca. 1,5 bis 3 W/(m K)
- Zirconiumdioxid: ~3 W/(m K)
- Titan(IV)-oxid: ca. 3 bis 4 W/(m K)
- Aluminiumoxid: 24 bis 28 W/(m K)

## Werkzeuge aus Oxidkeramik
Werkzeuge aus Schneidkeramik gibt es als Wendeschneidplatten. Sie haben eine größere Dicke als Schneidplatten aus Hartmetall und sind meist stark angefast, um die Bruchgefahr zu verringern und auch bei höheren Bearbeitungsgeschwindigkeiten einen (erwünschten) Spanbruch zu ermöglichen.
Deshalb ist das Haupteinsatzfeld dieser Schneidstoffe die zerspanende Bearbeitung von gehärtetem Stahl sowie Gusseisen ohne Kühlung. Alle Keramiken können mit einer Hartstoffschicht (z. B. Titancarbid, Tantalcarbid oder Wolframcarbid) beschichtet werden, was die Verschleißfestigkeit noch weiter erhöht. Einsatzgebiet in der spanabhebenden Fertigung ist die Fein- und Schlichtbearbeitung. Schwingungs-, Schlag- und Temperaturwechselempfindlichkeit müssen beachtet werden.
Aufgrund ihrer weißen Farbe nennt man Oxidkeramiken in der Fertigung umgangssprachlich auch Reinkeramik.

## Verwendung in der Kerntechnik
Die übliche Form von Brennelementen in den meisten heutigen kommerziellen Kernreaktoren ist eine Urandioxid-Keramik umhüllt von Rohren aus hafniumarmen Zirconiumlegierungen („Zircalloy“). So genannte MOX-Brennelemente enthalten darüber hinaus Plutoniumdioxid. Durch Verwendung einer Oxidkeramik erhofft man sich möglichst große mechanische und chemische Beständigkeit auch unter widrigen Bedingungen (hoher Druck, hohe Temperaturen, Strahlung) und – bei Endlagerung ohne Wiederaufarbeitung – auf lange Zeitskalen in tiefengeologischen Endlagern. Auch die bei der Wiederaufarbeitung anfallenden Reststoffe, welche für die Entsorgung vorbereitet werden, werden dazu üblicherweise in eine Keramikform überführt bzw. „verglast“.

## Herstellung von Oxidkeramik
Oxidkeramiken sind aufgrund ihrer Eigenschaften die am meisten verwendeten technischen Keramiken. Die Herstellung von Bauteilen aus Oxidkeramik erfolgt in sieben unterschiedlichen Prozessschritten.
Je nach Anwendungsgebiet und Bauteilgeometrie wird das Keramikpulver zuerst auf die benötigte Korngröße gemahlen. Nach dem Trocknen des Pulvers kann ein Rohling, sogenannter Grünling durch Pressen hergestellt werden. Hierzu wird eine Form aus Metall benötigt. Bei hohen Temperaturen bis 1800 °C, je nach Keramiktyp werden die Bauteile gesintert. Dies kann in einem aber auch zwei aufeinander folgenden Schritten erfolgen. Die vorgesinterte Keramik lässt sich noch gut z. B. durch Fräsen bearbeiten. Nach dem zweiten Sinterprozess erhält die Keramik ihre endgültige Härte und kann durch schleifen weiter in Form gebracht werden.